# Kollafjörður, Strandir
Kollafjörður är en fjord i republiken Island.   Den ligger på västra sidan av bukten Húnaflói i regionen Västfjordarna, 160 km norr om huvudstaden Reykjavík.
Fjorden är mellan 2 och 3 km bred och sträcker sig cirka 8 km inåt land. Norr om Kollafjörður ligger den större Steingrímsfjörður, till en början så nära att de båda fjordarnas mynningar möts. Steingrímsfjörður går sedan rakt västerut, medan Kollafjörður skär landet i sydvästlig riktning. Söder om Kollafjörður ligger Bitrufjörður.
Vid fjordmynningen finns gott om grund och blindskär, vilka alltid har utgjort en fara för sjöfarten. Blindskären skulle, enligt Jón Árnasons Þjóðsögur, ha uppstått när tre troll för länge sedan sökte skilja Västfjordarna från övriga landet genom att gräva en kanal mellan Gilsfjörður och Kollafjörður, där landet är som smalast. Men arbetet drog ut på tiden. Då trollen träffades av solens första strålar förvandlades de till stenstoder (drangar). Två av dem, Karl og Kerling (’Gubben och Gumman’), kan fortfarande ses på norra stranden vid Kollafjarðarnes. Vid fjordmynningen finns också flera öar,  varav den största är Broddanesey, med byn Broddanes strax söder därom på fastlandet.

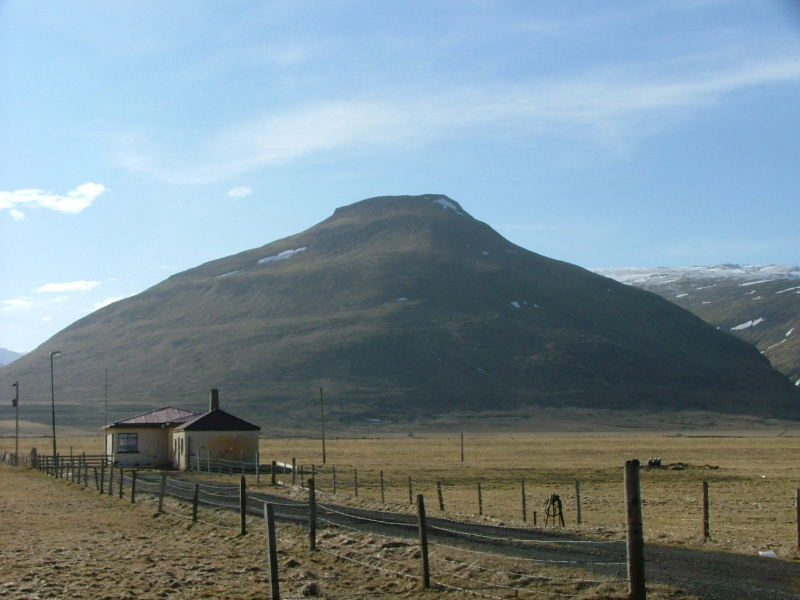
Berget Klakkur.

 Längst in i fjorden reser sig berget Klakkur, 362 meter över havet, på vars norra sida, i en dal kallad Húsadalur, landnamsmannen Kolle (Kolli) byggde sin hövdingagård som fick namnet Fell. Alltsedan dess har det på denna plats funnits en gård med detta namn. Under århundraden var gården hemvist för andliga och världsliga härskare, och blev på den märklige Halldór Jakobssons tid (1735–1810) sysselmannens residens i Stranda sýsla. Om landnamsmannen Kolle, efter vilken fjorden har blivit uppkallad, vet Landnámabók endast berätta att “han tog Kollafjörður och Skriðinsenni [vid Bitras mynning] och bodde på Fell så länge han levde.”
Fell blev efter kristnandet en kyrkplats (kirkjustaður), vars kyrka helgades åt Olof den helige. Men den gamla träkyrkan revs 1909 och en ny byggdes av sten vid fjordmynningen i Kollafjarðarnes i samband med en sockensammanslagning.